# Nisides Aspronisos, Argkos, Maragkos, Repi, Tsougkria, Tsougkriaki Kai Thalassia Periochi Nison Skiathou Kai Skopelou
Nisides Aspronisos, Argkos, Maragkos, Repi, Tsougkria, Tsougkriaki Kai Thalassia Periochi Nison Skiathou Kai Skopelou este o arie protejată (arie de protecție specială avifaunistică — SPA) din Grecia întinsă pe o suprafață de 20.479,4 ha, integral pe uscat.

## Localizare
Centrul sitului Nisides Aspronisos, Argkos, Maragkos, Repi, Tsougkria, Tsougkriaki Kai Thalassia Periochi Nison Skiathou Kai Skopelou este situat la coordonatele 39°07′04″N 23°35′30″E / 39.117839°N 23.59153°E.

## Înființare
Situl Nisides Aspronisos, Argkos, Maragkos, Repi, Tsougkria, Tsougkriaki Kai Thalassia Periochi Nison Skiathou Kai Skopelou a fost declarat arie de protecție specială avifaunistică în baza directivei 79/409 din 1979 referitoare la conservarea păsărilor sălbatice pentru a proteja 1 specie de animale.

## Biodiversitate
Situată în ecoregiunile marină mediteraneană și mediteraneană, aria protejată nu include niciun habitat protejat.
La baza desemnării sitului se află o specie protejată de  păsări: Phalacrocorax aristotelis desmarestii.